# Sbor Církve adventistů sedmého dne Praha-Vinohrady
Sbor Církve adventistů sedmého dne Praha-Vinohrady se schází v modlitebně na adrese Londýnská 623/30. Historie sboru spadá do 20. let 20. století. Modlitebna je vybavena dvěma sály, hlavním o kapacitě 300 míst a vedlejším s 200 místy, začala sboru sloužit po konferenci v květnu 1929. Vchod do sálů je přes restauraci. 
Zajímavostí této budovy je, že původně zde nebyl jen restaurační objekt, ale i kabaret "U kuřího oka", kde počátkem 20. století působil český herec a komik Ferenc Futurista 
Komunistický režim v Československu zakázal činnost církve v 50. letech 20. století. Celý dům v Londýnské 30 byl poté zkonfiskován. Po obnovení činnosti církve (ÚV KSČ povolil v říjnu 1955 obnovení církve) byla obnovena i činnost vinohradského sboru. Modlitebna však církvi nikdy vrácena nebyla a sbor byl v budově v nájmu až do 80. let 20. století, kdy došlo k odkoupení.
V roce 1988 došlo ke stržení staré modlitebny a výstavbě nové. Rekonstrukce probíhala samofinancováním. Druhá rekonstrukce proběhla v letech 2008-2009.
Kazatelem sboru je Michal Balcar, který je zároveň kazatelem sboru na Chodově. Před ním zde řadu let působil jako kazatel Radomír Jonczy. 1. starším sboru je Vladimír Klouda.
Sbor se schází na bohoslužby pravidelně každou sobotu v 9:30. V 10:45 probíhají bohoslužby online.